# 杰克·麦克布赖恩
杰克·麦克布赖恩（英語：Jack MacBryan，1892年7月22日—1983年7月14日），英国前男子曲棍球运动员。他曾代表英国国家队参加1920年夏季奥林匹克运动会曲棍球比赛，获得一枚金牌。